# Paul Krabler
Paul Krabler (* 10. Januar 1841 in Crossen a. O.; † 18. Februar 1907 in Greifswald) war ein deutscher Internist und Pädiater. Er gründete die Kinderklinik der Universität Greifswald.

## Leben
Paul Krabler war der Sohn des Kaufmanns und späteren Zechendirektors Eduard Krabler (1813–1876) und dessen Frau Agnes Gude (1817–1883). Sein Bruder war der Montaningenieur Emil Krabler. Er ging in Sagan, Iglau und Aachen zur Schule. Er studierte von 1858 bis 1862 an der Universität Greifswald Medizin. Anschließend erhielt er bis 1866 seine internistische Ausbildung bei Hugo von Ziemssen. Er wurde 1862 promoviert und habilitierte sich 1865 für Innere Medizin und Pädiatrie. Ab 1865, seit 1869 regelmäßig, hielt Krabler Vorlesungen über Kinderheilkunde.
1867 ließ sich Krabler als praktischer Arzt in Greifswald nieder. Nachdem er sich jahrelang erfolglos um die Einrichtung einer Kinderklinik an der Universität bemüht hatte, gründete er 1876 in gemieteten Räumen im Haus Markt 21 eine private Poliklinik für Kinder und finanzierte diese zehn Jahre lang aus eigenen Mitteln. 1878 wurde er zum außerordentlichen Professor für Kinderheilkunde ernannt. Er übernahm 1884 den Vorsitz des Pommerschen Ärztevereins im Regierungsbezirk Stralsund, später den der Ärztekammer der Provinz Pommern. Zeitweilig war er Vorsitzender des Bürgerschaftskollegiums der Stadt Greifswald.
Auf seine Initiative setzten die Greifswalder Bürger Carl Witte († 1887) und Carl Holst († 1888) 1885 testamentarisch Legate zur Einrichtung einer städtischen oder akademischen Kinderklinik aus. Nachdem 1895 die Bedingungen des Vermächtnisses erfüllt waren, wurde 1896 in zwei Häusern in der Hunnenstraße die Kinderklinik der Universität offiziell eröffnet.
Im selben Jahr wurde Paul Krabler zum Geheimen Medizinalrat ernannt. Die Ernennung zum Ersten Direktor der Greifswalder Universitäts-Kinderklinik und Poliklinik erfolgte 1898. Wegen einer schweren chronischen Erkrankung, die er sich 1874 bei seiner Arbeit zugezogen hatte, konnte Krabler nur noch eingeschränkt seinen Dienst ausüben.
Paul Krabler wurde auf dem Alten Friedhof in Greifswald beigesetzt. Er wurde später mit einem Porträt in einem Bleiglasfenster in der Kinderklinik in der Soldmannstraße geehrt. An seinem Wohnhaus in der Gützkower Straße 92 wurde 2007 eine Gedächtnistafel angebracht.

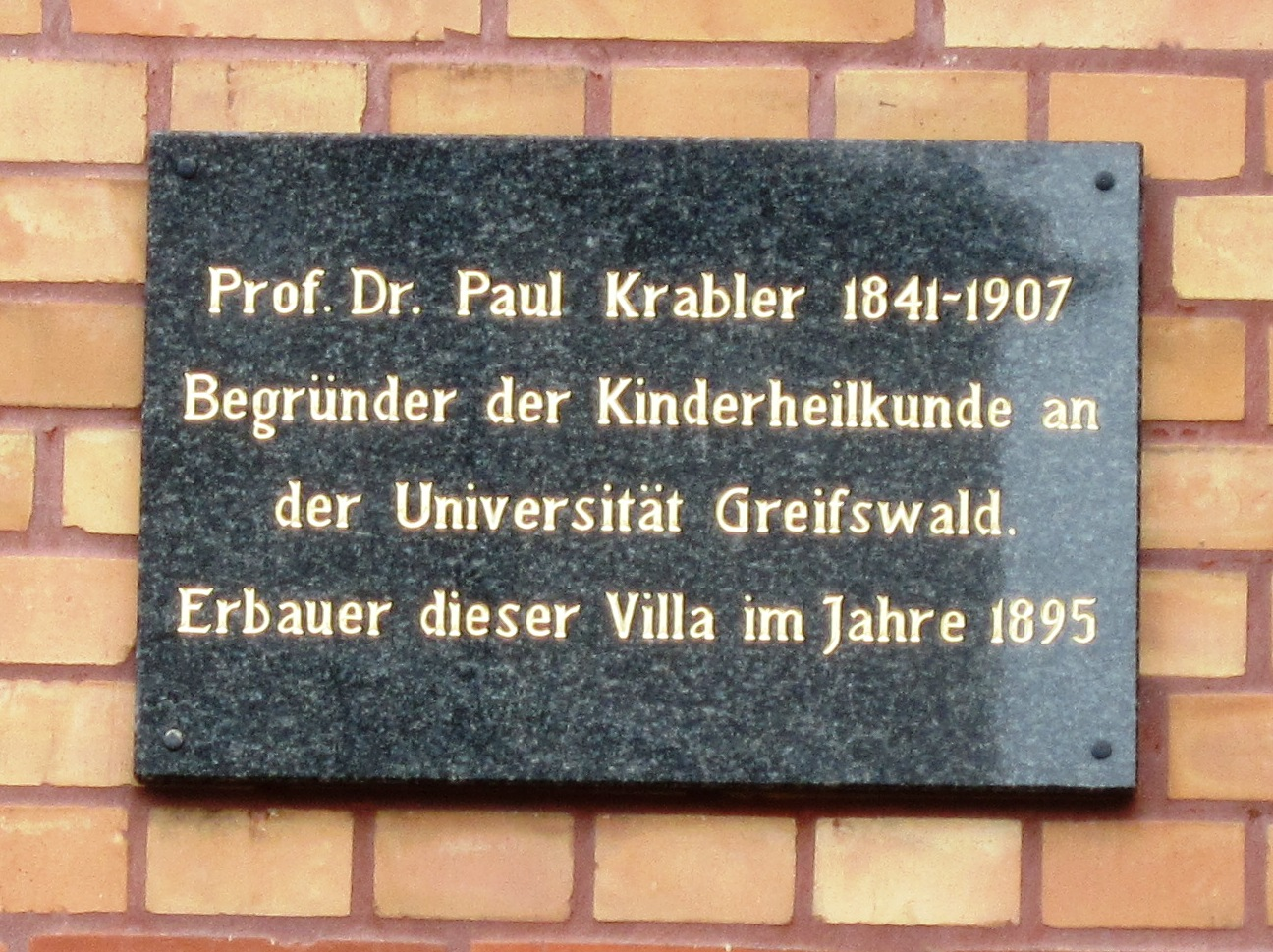
Gedächtnistafel an der Villa in der Gützkower Straße 92